# 薩里 (新罕布什爾州)
薩里（英語：Surry）是一個位於美國新罕布什爾州切希爾縣的鎮。

## 人口
根據2020年美國人口普查的數據，薩里的面積為41.40平方千米，當中陸地面積為40.60平方千米，而水域面積為0.80平方千米。當地共有人口820人，而人口密度為每平方千米20人。